# Tarphius lutulentus
Tarphius lutulentus is een keversoort uit de familie somberkevers (Zopheridae). De wetenschappelijke naam van de soort werd in 1871 gepubliceerd door Thomas Vernon Wollaston.